# 崔惟植
崔惟植（15世紀—16世紀），號至菴、又号宏暝，南直隸寧國府太平縣人，明朝政治人物。

## 生平
崔惟植是嘉靖三十七年（1558年）戊午科應天鄉試第二十八名舉人，隆慶五年（1571年）授永州推官，釋放受冤判死罪的人民，招攬作亂的寧遠蕭斗山部下吳湖等千餘人而捕獲罪魁禍首，布政使與按察使皆稱他：「才全楚。」徭役悉委託他負責，裁減支費允當，又革除黃蘄諸衛侵餉，並捕獲長沙巨盜葛縉，人民得以安枕。署理道州事務時曾招集水災民眾，捐俸重建周敦頤祠，置田協助祭祀，重刻其文集，廣西有豪民聚眾在湖廣零陵界線倡亂，他不動聲色捕獲渠魁嚴懲，陞汝寧同知，很快辭官回鄉，購置義田養育宗族奉先，為地方典範。

## 引用
1. 1 2  光緒《（安徽）太平縣志·卷六》：崔惟植，號宏暝，侍御涯之次子也，嘉靖戊午領鄉薦，授永州府司理，民有伏獄坐重辟，植為雪立釋之，寧遠蕭斗山倡亂，植招其黨吳湖等千餘人復業，而罪首遂獲，兩臺皆曰：「才全楚。」徭役悉委，裁酌支費繁簡無不允當，黃蘄諸衛軍士千餘名侵餉，植釐剔之，奸弊頓除，獲長沙巨盜葛縉，民以安枕。攝道州篆，先是民被水流亡者眾，植為招徠安集之，捐俸重建周濂溪先生祠，盡復其舊址，又置田以助祭，重刻其文集，廣西有豪民聚眾，爭湖廣零陵界幾倡亂，植不為動俟其忿稍息，取其魁而嚴懲之，事遂解，轉汝寧府同知解組歸，置義田以厚族奉先，杜門養望，桑梓儀型。